# Ilka Chase
Ilka Chase (* 8. April 1905 in New York City; † 15. Februar 1978 in Mexiko-Stadt) war eine US-amerikanische Schauspielerin und Schriftstellerin.

## Leben und Wirken
Ilka Chase war die einzige Tochter von Edna Woolman Chase, der Herausgeberin der Vogue, und deren Ehemann Francis Dane Chase. Sie besuchte Schulen in den USA, England und Frankreich. 1926 heiratete sie Louis Calhern, ließ sich jedoch ein Jahr später scheiden. Im Jahr 1924 hatte sie ihr Debüt am Broadway. Neben ihrer Schauspielkarriere betätigte sie sich auch als Moderatorin im Radio sowie im Fernsehen.
Ihr erstes Buch war die Autobiografie Past Imperfect (1942), und deren zweiter Teil war Free Admission (1948). Sie schrieb etwa ein weiteres Dutzend Romane.

## Filmografie (Auswahl)
- 1929: Paris Bound
- 1930: Her Golden Calf
- 1932: The Animal Kingdom
- 1936: The Lady Consents
- 1939: Stronger Than Desire
- 1942: Reise aus der Vergangenheit (Now, Voyager)
- 1943: Keine Zeit für die Liebe (No Time for Love)
- 1954: Die unglaubliche Geschichte der Gladys Glover (It Should Happen to You)
- 1954: Männer, Mädchen und Motoren (Johnny Dark)
- 1955: Hollywood-Story (The Big Knive)
- 1960: Frankie und seine Spießgesellen (Ocean’s Eleven)
- 1961: Preston & Preston (The Defenders, Fernsehserie, 1 Folge)